# Crystallizing Public Opinion
Crystallizing Public Opinion è un libro scritto da Edward Bernays e pubblicato nel 1923. Si tratta probabilmente della prima opera in cui si tenta di spiegare e tracciare le linee guida attorno al campo delle Public relations.
Bernays definisce il ruolo del PR counsel, diversamente dal pubblicista, come un esperto capace di creare un collegamento diretto, di natura simbolica, tra le masse. Le informazioni che vengono fornite al pubblico devono basarsi necessariamente su un'indagine attenta condotta da esperti in sociologia, psicologia e psicoanalisi, il cui compito sarà la creazione di news "degne di verità".
Tra gli esempi citati nell'opera, compaiono i nomi di grandi teorici quali Walter Lippmann e Wilfried Trotter.

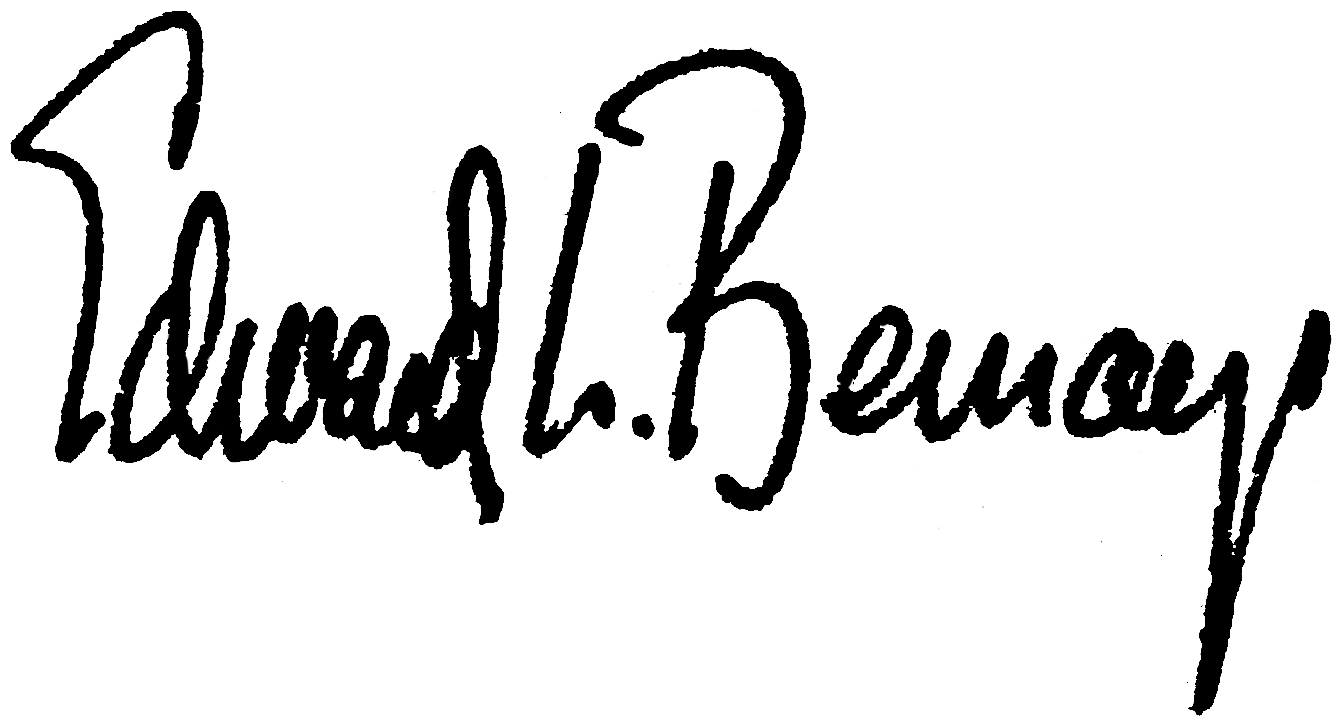

## Capitoli
- Part I - Scope and Functions
- Part II - The Group and Herd
- Part III - Technique and Method
- Part IV - Ethical Relations

## Edizioni in lingua inglese
- 1923, Boni & Liveright, Inc.
- 1951, Copyright by Edward L. Bernays.
- 1961, Copyright by Edward L. Bernays.
- 2019, Dover Publications Inc.
- 2023, Maple Spring Publishing.

## Link utili
- Bernays, Edward L. (1923). Crystallizing Public Opinion